# Tailwind CSS
Tailwind CSS là một framework CSS mã nguồn mở. Khác với các framework khác, như Bootstrap, nó không cung cấp một loạt các lớp đã được định nghĩa sẵn cho các phần tử như nút hoặc bảng. Thay vào đó, nó tạo ra một danh sách các lớp CSS "tiện ích" có thể được sử dụng để định kiểu cho từng phần tử bằng cách kết hợp và pha trộn.
Ví dụ, trong các phương thức truyền thông, sẽ có một lớp như message-warning áp dụng màu nền vàng và văn bản in đậm. Tuy nhiên, để làm điều này trong Tailwind, người dùng sẽ phải áp dụng một tập hợp các lớp được tạo bởi thư viện, như bg-yellow-300 và font-bold.
Tính đến ngày 5 tháng 8 năm 2024, Tailwind CSS có hơn 81.000 sao trên GitHub.

## Đặc trưng

### Các lớp tiện ích
Khái niệm "utility-first" là đặc điểm phân biệt chính của Tailwind.
| Kết quả | Example Tailwind yellow warning.png                                                                              | Example Tailwind yellow warning.png                                                                              |
| Code    | <div class="m-4 p-4 bg-yellow-200 font-bold rounded-lg"> <p>Please be careful when feeding the birds.</p> </div> | <div class="m-4 p-4 bg-yellow-200 font-bold rounded-lg"> <p>Please be careful when feeding the birds.</p> </div> |
| Class   | Tailwind | CSS tương đương                                                                                                  |
| Class   | m-4 | margin: 1rem; |
| Class   | p-4 | padding: 1rem;                                                                                                   |
| Class   | bg-yellow-200 | background-color: rgb(254 240 138);                                                                              |
| Class   | font-bold | font-weight: 700;                                                                                                |
| Class   | rounded-lg | border-radius: 0.5rem;                                                                                           |